# Renata Ulmanski
Renata Ulmanski (Servo-Kroatisch: Рената Улмански; Zagreb, 29 november 1929) is een in Kroatië geboren Servisch actrice. Sinds 1955 is Ulmanski in meer dan negentig films verschenen. Ulmanski was getrouwd met de Servische politicus en schrijver Mirko Tepavac (1922–2014).

## Filmografie
Onvolledige lijst van films waarin Ulmanski heeft gespeeld:
- 1955: Pesma sa Kumbare
- 1955: Solaja
- 1957: Pop Cira i pop Spira
- 1959: Ljubavno pismo
- 1960: The Dreams Came by Coach
- 1964: Put oko sveta
- 1965: Snajderski kalfa
- 1966: Volite se ljudi
- 1967: Dim
- 1967: Tergovci
- 1967: Pozicioni rat ljubavnih generala
- 1971: Diplomci
- 1972: Zenski razgovori
- 1974: The Wind
- 1975: Do You Know Pavla Plesa?
- 1976: Salas u Malom Ritu
- 1978: Slucaj u tramvaju
- 1975-1980: Vaga za tacno merenje
- 1983: Pop Cira i pop Spira
- 1985: Price iz becke sume
- 1986: Sivi Dom
- 1988: Sta radis veceras
- 1990: Pocetni udarac
- 1995: Otvorena vrata
- 1998: Savior
- 1999: The White Suit
- 2001: Natasa
- 2003: Tekista
- 2009: Jesen stize, dunjo moja
- 2014: Evrope, bre!
- 2015: Bez stepenika
- 2016: Name: Dobrica, Last Name: Unknown